# Friedrich Engel (SS-Obersturmbannführer)
Friedrich Wilhelm Konrad Siegfried Engel, kallad "Slaktaren från Genua" och "Genuas bödel", född 3 januari 1909 i Warnau an der Havel, Havelberg, död 4 februari 2006 i Hamburg, var en tysk SS-Obersturmbannführer. Han var under andra världskriget chef för Sicherheitsdienst (SD) i Genua.
I maj 1944 dödade italienska partisaner sex tyska marinsoldater på en biograf i Genua. Som vedergällning utvaldes 59 italienska fångar och avrättades genom arkebusering. I egenskap av SD-chef i Genua deltog Engel i denna avrättning. År 1999 dömdes Engel för dessa och andra mord, på sammanlagt 246 personer, till livstids fängelse in absentia av en italiensk militärdomstol.
År 2002 ställdes Engel inför en tysk domstol, som dömde honom till sju års fängelse för morden på de 59 italienarna i maj 1944. Enligt domen hade Engel beordrat och övervakat avrättningarna. Engel nekade till detta och menade att ordern kommit från den tyska marinen; Engel hade endast lytt order. På grund av sin höga ålder (93 år) då domen föll, slapp Engel dock fängelse.